# Paracuellos (còmic)
Paracuellos és un còmic autobiogràfic escrit i dibuixat per Carlos Giménez a partir del 1975, i que es basa en els seus propis records infantils i en els d'altres companys. Narra la vida d'uns nens de la postguerra franquista internats a les llars d'Auxili Social.
A Paracuellos l'autor ens conta la història de Pablito, un xiquet madrileny que viu a un orfenat de l'Auxilio Social a Paracuellos del Jarama durant els anys posteriors a la guerra civil espanyola.
La sèrie està formada per multitud de capítols autoconclusius i que, especialment en els primers àlbums, sols tenen en comú la situació: els orfenats de Falange durant els anys 40. En aquestos capítols vorem com els internats passaven gana i les relacions socials d'una institució fortament marcada pel nacionalcatolicisme.
Un dels personatges que més protagonisme té a l'obra, Pablito, està basat en el mateix autor, que com ell va viure a un orfenat d'Auxilio Social (el de Paracuellos que dona nom al còmic) i somiava en convertir-se en dibuixant de tebeos com el seu ídol, Juan García Iranzo, l'autor de El Cachorro.
Paracuellos ha estat publicada en sis volum de tapa dura per l'editorial Glénat, a més d'una edició en un sol volum publicada per De Bolsillo.
El primer volum de Paracuellos (publicat en França en 1980) li va valdre a l'autor el Premi a millor obra del 8e Salon International de la Bande Dessinée d'Angoulême, així com el tercer va ser elegida millor obra al Saló del còmic de Barcelona en 2000.